# Death Grips
Death Grips — американський експериментальний хіп-хоп гурт, створена в 2010 році в Сакраменто, Каліфорнія. До складу входять Стефан Бернетт, також знаний як MC Ride (вокал, тексти), Зак Хілл (ударні, продюсування, тексти) та Енді Морін (клавіші, продюсування, тексти). Хоча він не є фронтменом гурту, Хілла вважають рушійною творчою силою проєкту. Спираючись на стилі панк-року, електроніки, нойзу та індастріалу, інноваційний і часто складний для класифікації звук заслужив визнання критиків і культовий статус, тоді як їхній агресивний стиль виконання та загадкові взаємодії з фанатами та засобами масової інформації отримали широку популярність.
Гурт випустив мікстейп Exmilitary у квітні 2011 року і свій дебютний студійний альбом The Money Store рік потому; обидва отримали критичну оцінку. Незабаром після підписання контракту з Epic Records у 2012 році, гурт випустив свій другий альбом No Love Deep Web для безкоштовного завантаження, порушуючи контракт, і була вилучена з лейбла. 2013 року вони випустили свій третій альбом Government Plates. Після кількох порушених зобов'язань, гурт оголосив про свій розпад у липні 2014 року разом із випуском четвертого альбому, подвійного альбому під назвою The Powers That B. Однак у березні 2015 року гурт повідомив, що «може створити ще трохи» музики, а пізніше оголосив про світове турне.
Пізніше в 2015 році Death Grips анонсували свій п'ятий офіційний студійний альбом Bottomless Pit, який вийшов у травні 2016 року. Їх шостий студійний альбом Year of the Snitch вийшов у червні 2018 року. Їх четвертий EP, Gmail and the Restraining Orders, вийшов у червні 2019 року на честь 30-річчя Warp Records.

## Історія

### 2010—2011: Формування таExmilitary
Death Grips були створені в Сакраменто, Каліфорнія, 21 грудня 2010 року. Того ж дня вони записали свою першу пісню «Full Moon (Death Classic)». Вона вийшла 8 березня 2011 року разом із відео та безкоштовним однойменним EP, у якому ця пісня містилася разом із п'ятьма іншими піснями. 25 квітня 2011 року Death Grips випустили безкоштовний мікстейп під назвою Exmilitary, який містив три треки з EP разом із новими піснями. Протягом весни та початку літа 2011 року вони грали невеликі концерти, поки Exmilitary неухильно поширювався Інтернетом і отримував схвальні відгуки від музичних критиків. У цей час учасники гурту були переважно невловими, єдиним підтвердженим учасником був Хілл.

### 2012:The Money StoreіNo Love Deep Web

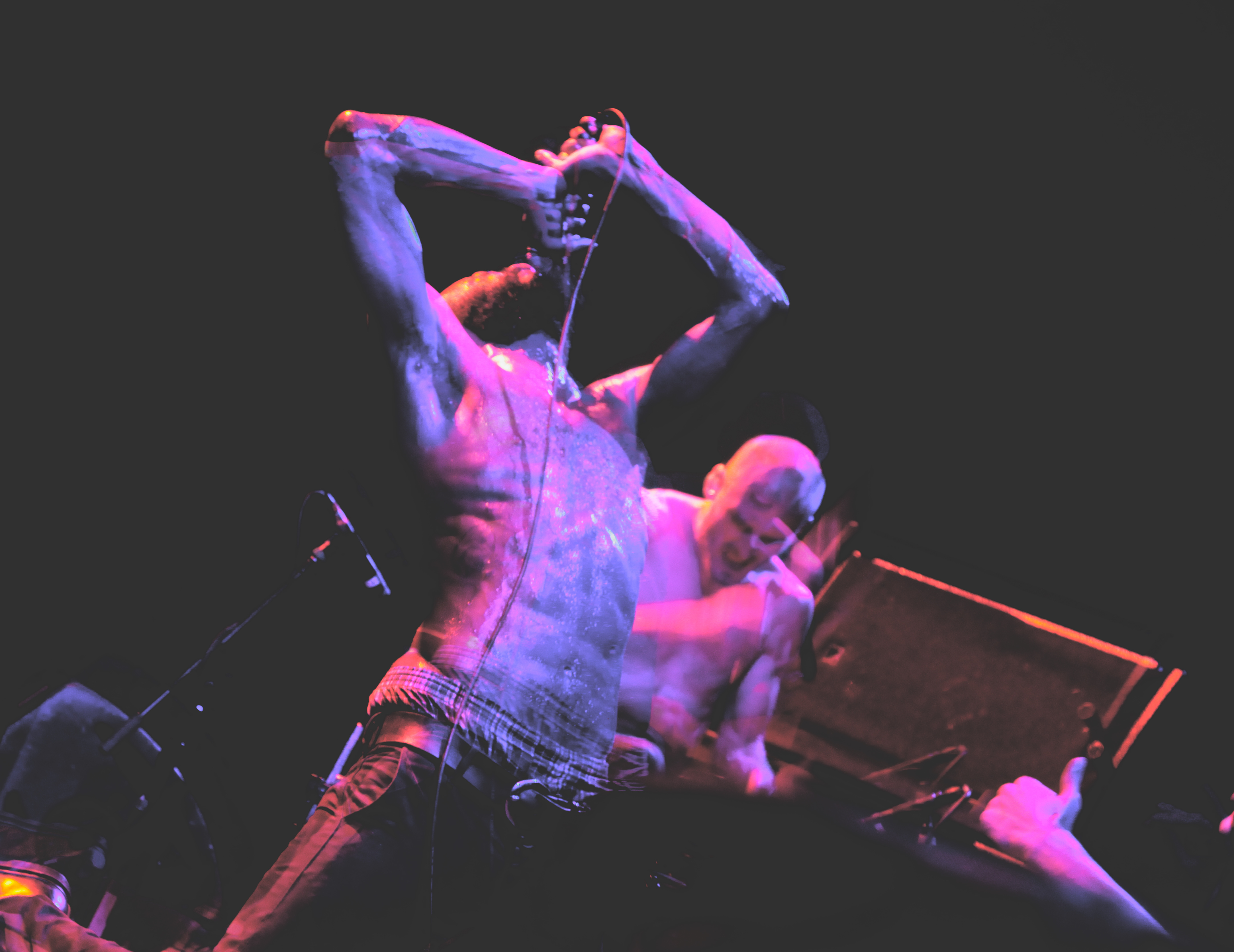
Виступ Death Grips у Нью-Йорку в листопаді 2012 року

Death Grips підписали контракт з Epic Records у лютому 2012 року за рекомендацією тодішнього виконавчого віце-президента Epic з маркетингу Анжеліки Коб-Бейлер. Вони оголосили про вихід двох альбомів у 2012 році. Їхній перший студійний альбом The Money Store вийшов у квітні, отримав 10/10 від Ентоні Фантано і дебютував у чарті Billboard 200 під номером 130. Визначив як «авант-реп», Pitchfork назвав The Money Store «конфронтаційним, абразивним і хаотичним». Los Angeles Times назвала це «панк-роком із підтяжкою обличчя хіп-хопа».
У жовтні вийшов No Love Deep Web. NPR назвав його темнішим альбомом, сказавши, що гурт створює «саундтрек до сучасного міського життя» з текстами, які описують «постійну параною». Альбом містить сильно відредаговані вокальні виконання від Ride. Його обкладинка привернула увагу та суперечки, оскільки складалася із зображення ерегованого пеніса Хілла з назвою альбому, написаною поперек. Альбом був записаний у Сакраменто за чотири місяці. Перед цим був запланований міжнародний тур на підтримку The Money Store, але був негайно скасований, щоб завершити No Love Deep Web. Це спричинило конфлікт між гуртом та його фанатами, а також лейблом Epic Records. Зокрема, альбом виклали самостійно для легального завантаження через BitTorrent, щоб обійти початковий намір їхнього лейблу випустити альбом у 2013 році. Через це контракт з Death Grips було розірвано, і вони запустили новий лейбл Third Worlds у наступному році через «особливі відносини з Harvest/Capitol». Потім матеріал буде розповсюджуватися Caroline Records.
Гурт зробив ремікс на дві пісні Б'єрк з її альбому Biophilia, «Sacrifice» і «Thunderbolt», після того, як отримала ноту підтримки від виконавця до виконавця. Переробки були представлені в її альбомі реміксів Bastards 2012 року. Неальбомний трек «True Vulture Bare» вийшов у жовтні 2012 року і супроводжувався анімаційним відео Галена Персона. Цей проєкт створено для Музею сучасного мистецтва в Лос-Анджелесі.

### 2013—2015: Government Plates таThe Powers That B

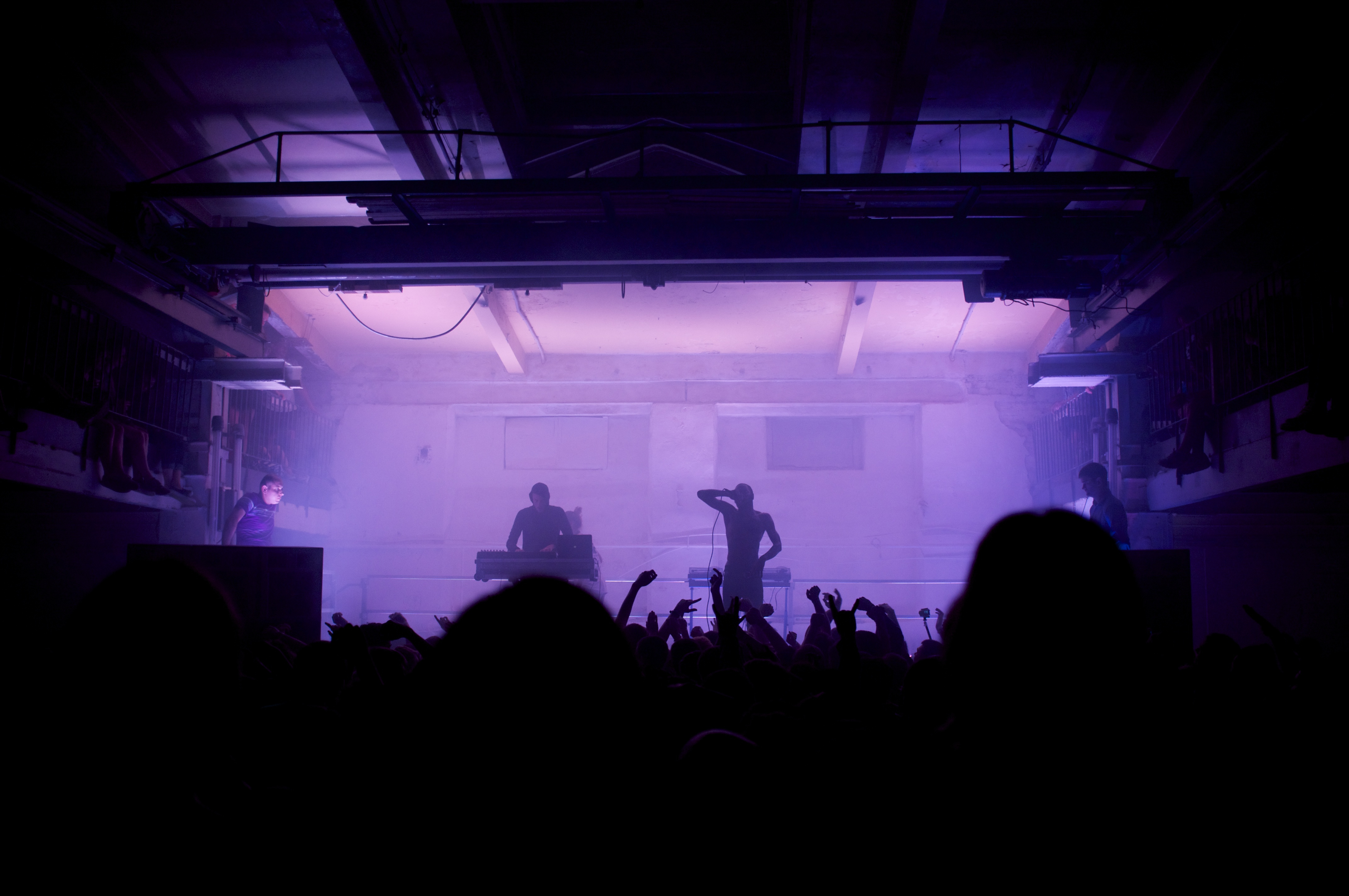
Виступ Death Grips у Москві в травні 2013 року

У березні 2013 року гурт випустив серію відео на YouTube під загальною назвою No Hands. 20 березня 2013 року вийшов кліп на «Lock Your Doors», записаний на живому шоу в SXSW. Хілл не був на шоу фізично, але грав на барабанах через Skype. У травні Хілл написав і зняв повнометражний фільм із залученням Death Grips у саундтрек. У цей період Хілл також працював над альбомом гурту.
Death Grips повинні були виступити на Lollapalooza в серпні, але їх виступ було скасовано після того, як гурт не з'явився на шоу після вечірки минулого вечора в Bottom Lounge, натомість поставивши плейліст записаних наперед треків. На задній частині сцени висіла величезна роздруківка передсмертної записки фаната, написаної гурту у вигляді електронного листа. Фанати на концерті знищили та вкрали частини обладнання гурту після того, як їм повідомили про скасування. Їх наступний виступ, запланований на фестивалі музики та мистецтв в Монреалі в Ошеазі на наступний день, було скасовано, а також виступи в Бостоні та Нью-Йорку. Однак гурт ніколи не планував з'явитися на Lollapalooza; Пізніше вони заявили, що ударна установка, передсмертна записка та записана наперед музика «були шоу». Виявилось, що знищена ударна установка була дитячою, а не справжньою установкою Хілла.
Government Plates (2013) вийшли для безкоштовного завантаження на їх офіційному сайті. NME назвав платівку «складною для слухання», але назвав альбом разом із Slant Magazine «трансгресивним». Альбом «[відштовхується] далі від звичайного хіп-хопу» та «[грається] з електронною танцювальною музикою різних епох», повідомляє The New York Times. У січні 2014 року Warp Music Publishing підписало з гуртом ексклюзивну всесвітню видавничу угоду, яка охоплює попередні та майбутні випуски. У червні Death Grips анонсували подвійний альбом під назвою The Powers That B разом із завантаженням першого диску з субтитрами Niggas on the Moon. Реліз другого диску, Jenny Death, був оголошений пізніше цього року. Niggas on the Moon представляє нарізані семпли вокалу Б'єрк. Перша половина подвійного альбому отримала неоднозначні або позитивні відгуки. Pitchfork назвав це найменш інтенсивним зусиллям гурту за всю їхню дискографію. У рецензії MusicOMH було сказано, що в ньому було менше перкусії Хілла, і стверджувалося, що Моріну бракувало напряму продюсування альбому. У липні Death Grips повинні були виступити на розігріві у турі з Nine Inch Nails і Soundgarden, але гурт оголосив про раптовий розпуск, таким чином скасувавши свої виступи. Зображення з цією новиною, написане на серветці, було опубліковано на їхній сторінці у Facebook.
| Ліві лапки | Зараз ми краще ніж ніколи тож Death Grips прийшов кінець. Ми офіційно припиняємо роботу. Усі заплановані на цей момент концерти скасовуються. Наш майбутній подвійний альбом The Powers That B все ще буде представлений в усьому світі пізніше цього року через Harvest/Third Worlds Records. Death Grips була і завжди була виставкою концептуального мистецтва, закріпленої звуком і баченням. За межами "гурту". Нашим істинним фанатам, будь ласка, залишайтеся легендами. Оригінальний текст (англ.) We are now at our best and so Death Grips is over. We have officially stopped. All currently scheduled live dates are canceled. Our upcoming double album The Powers That B will still be delivered worldwide later this year via Harvest/Third Worlds Records. Death Grips was and always has been a conceptual art exhibition anchored by sound and vision. Above and beyond a "band". To our truest fans, please stay legend. | Праві лапки |

У січні 2015 року без попереднього повідомлення Death Grips випустили безкоштовний інструментальний альбом під назвою Fashion Week. Назви пісень, кожна з яких починається зі слова «Runway», за яким слідує літера алфавіту, містять фразу «JENNY DEATH WHEN» відсилаючи до невиданого на той час другого диска The Powers That B. Альбом вийшов у повній формі в березні й досягнув 72-го місця в чарті Billboard 200. У тому ж році Хілл і Морін створили сайд-проєкт під назвою The I.L.Y's і випустили свій дебютний альбом I've Always Been Good at True Love через офіційний сайт Death Grips; спочатку він був опублікований з невеликою інформацією про проєкт.

### 2015— дотепер:Bottomless Pitта Year of the Snitch
У жовтні 2015 року гурт завантажив відео на YouTube під назвою Bottomless Pit. У ньому представлені кадри з 2013 року, коли американська актриса Карен Блек декламує рядки зі сценарію фільму, який Хілл написав за кілька місяців до її смерті. Вони також опублікували на своєму вебсайті та у Facebook, що це буде назва їхнього п'ятого студійного альбому. У березні гурт опублікував 32-хвилинне відео під назвою Interview 2016, яке поділяє назву з їхнім другим EP; На відео показано, як гурт бере інтерв'ю у Метью Хоффмана з онлайн-проєкту волонтерів Tuesdays With Matthew, спрямованого на боротьбу із самотністю літніх людей, залучаючи їх до відтворення відомих сцен у кіно. Проте весь аудіоряд інтерв'ю замінено піснями альбому, а обкладинка EP складається суто із зображення Хоффмана, який дивиться в камеру. Death Grips завантажили свій третій EP Steroids (Crouching Tiger Hidden Gabber Megamix) на свій канал YouTube у травні 2017 року; EP складається з однієї 22-хвилинної пісні з такою ж назвою. Після цього гурт виступив одним із хедлайнерів осіннього туру по США з індастріал-метал гуртом Ministry.
У березні 2018 року Death Grips опублікували в соціальних мережах зображення, де вони «працюють над новим альбомом» під назвою Year of the Snitch з австралійським нойз-художником Лукасом Абела, новозеландським режисером Ендрю Адамсоном та англійським музикантом Джастіном Ченселлором (найвідомішим як басист Tool). У квітні Death Grips завантажили відео з трек-листом для нового альбому з текстовими повідомленнями.
У травні 2018 року Death Grips завантажили сингли «Streaky», «Black Paint» і «Flies». У червні вони завантажили сингл під назвою «Hahaha», а також супровідний твіт, в якому оголосили 22 червня датою релізу Year of the Snitch. Через тиждень гурт випустив ще два сингли: «Dilemma» за участю Ендрю Адамсона та «Shitshow». 21 червня Year of the Snitch став доступним у потокових сервісах після опівночі 22 червня в Новій Зеландії, що згодом призвело до того, що слухачі поширювали різні версії альбому за кілька годин до його повного запланованого випуску. Гурт також написав в Твіттері, що альбом «витік». Наступного дня Year of the Snitch вийшов офіційно.
21 червня 2019 року Death Grips випустили 30-хвилинний мікс під назвою Gmail and the Restraining Orders в рамках святкування 30-ї річниці Warp Records.
29 січня 2021 року на стрімінгових сервісах вийшли Gmail and the Restraining Orders та «More Than the Fairy», неальбомний сингл 2016 року за участю Лес Клейпул.
12 травня 2022 року Death Grips опублікували загадкове відео мотиля з важким трансовим фоном як тизер нової музики.

## Стиль

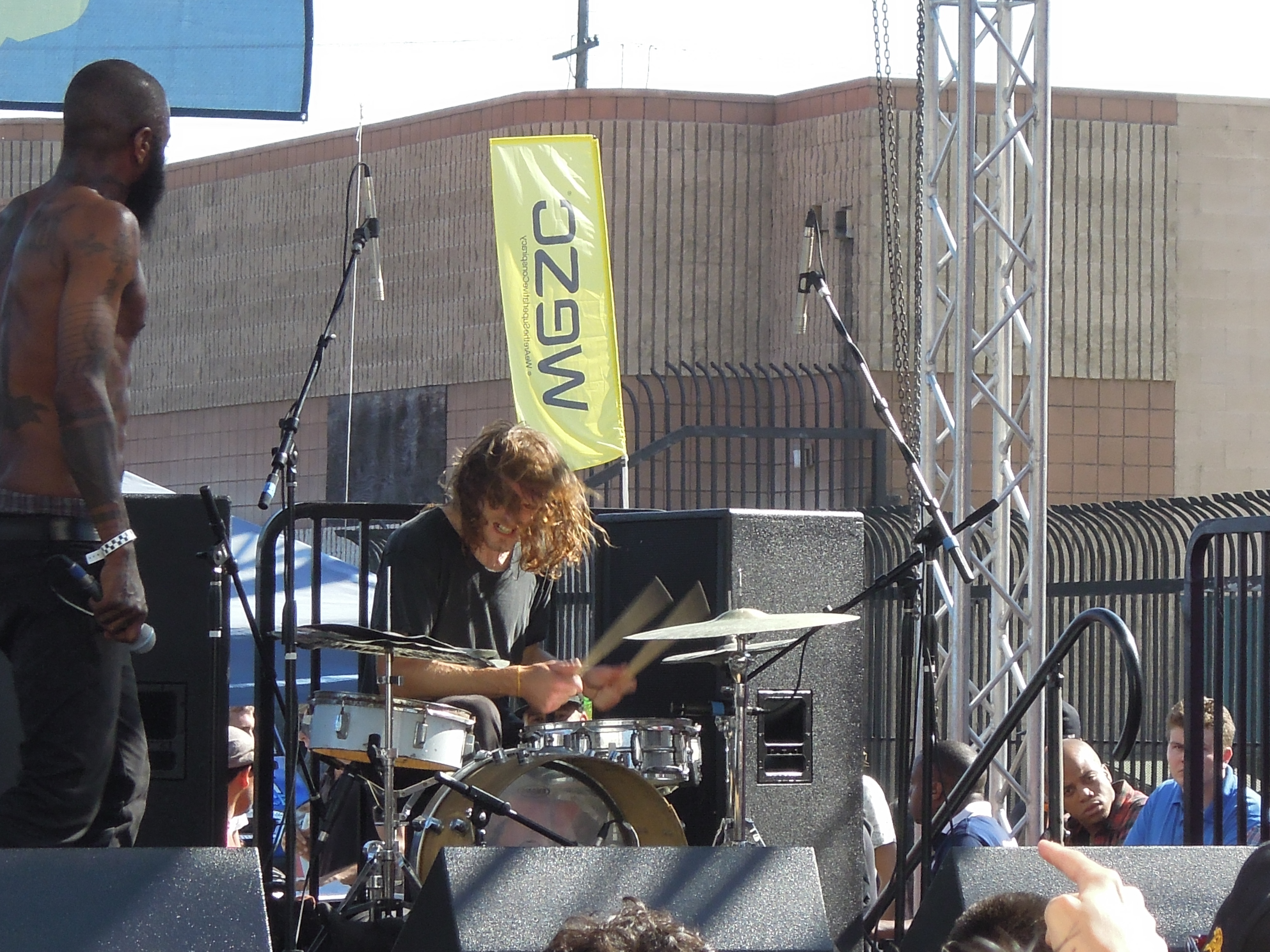
Ride (ліворуч) і Хілл (праворуч) виступають у серпні 2011 року

Музика Death Grips поєднує в собі різноманітні стилі, включаючи хіп-хоп, панк, електроніку, нойз, та індастріал. Їхній стиль класифікується як експериментальний хіп-хоп, реп-рок, електропанк, індустріальний хіп-хоп і панк-реп. Гурт відомий агресивним стилем репу Ride, гучним і часто хаотичним звуком та похмурими і загадковими текстами. Вони також привернули увагу своїми незвичайними концертами. Їхні живі виступи відрізняються витівками, такими як руйнування інструментів, їх повна відсутність на одному із запланованих концертів, гра Хіллі на барабанах аж до тяжкої травми або виступ у наручниках, напружений і хаотичний сценічний образ MC Ride, і використання Моріном живих семплів поряд із його імпровізованим синтезатором та жорстокими танцями.
Вони також примітні тим, що тривалий час живої музичної імпровізації вплітаються в їхній сет як містки між піснями, які зазвичай виконують на льоту Морін і Хілл. Відомо, що Ride використовує багато різних стилів вокалу на записі та під час живих виступів, таких як крик, співання в розмовному стилі і навіть пошепки. Неортодоксальний стиль виробництва та семплювання Моріна, а також шумні, швидкі й нетрадиційні стилі та паттерни гри на барабані Хілла також є відмінними рисами звучання Death Grips. Гурт також примітний своїм самобутнім і лоу-файним візуальним стилем, що чітко проявляється в їхніх музичних відео, виступах та релізах.

## У масовій культурі
Б'єрк є однією з відомих прихильниць Death Grips, і гурт зробив ремікс двох її треків для її альбому реміксів Bastards. Вона нібито записала оригінальні вокальні семпли для гурту, які вони використовували на кожному треку Niggas on the Moon. Актор Роберт Паттінсон є фанатом, другом і співробітником гурту; він грав на гітарі у пісні «Birds» з Government Plates, яку Хілл записав на iPhone під час джем-сешн, а потім використав семпл у пісні. Паттінсон також з'явився на фотографії 2013 року з Death Grips та Бейонсе за лаштунками на концерті останньої, яка стала вірусною через незвичайне поєднання людей. Гітарист Серджіо Піццорно з Kasabian назвав їх натхненниками альбому 48:13. За словами співробітника Девіда Бові Донні Маккасліна, Бові був натхненний Death Grips під час роботи над своїм останнім альбомом Blackstar.

## Члени
- MC Ride — вокал і слова
- Зак Хілл — ударні, електронні барабани, продакшн, тексти
- Енді Морін — звукорежисерство, продакшн, клавішні, тексти

## Дискографія
Студійні альбоми
- Exmilitary (2011)
- The Money Store (2012)
- No Love Deep Web (2012)
- Government Plates (2013)
- The Powers That B (2015)
- Bottomless Pit (2016)
- Year of the Snitch (2018)